# Тетуан
 Тази статия е за града в Мароко.  За провинцията вижте Тетуан (провинция).  
Тетуан (на арабски: تطوان, означаващо очи на берберски език; на френски: Tétouan; на испански: Tetuán) е град в Мароко.

## Разположение
Градът е пристанище на Мароко при Средиземно море и административен център на региона Танжер-Тетуан.
Тетуан е разположен на няколко километра от Гибралтарския проток, на около 40 km разстояние източно от Танжер.

## Население
Според данни от 2014 г. градът е с население от 380 787 души. В града освен официалния арабски език, са изключително разпространени френски и испански език. Повечето от хората му са мюсюлмани, но има значителен брой евреи и християни.

## История
Първото засвидетелствано поселение в района е от 3 век пр.н.е. Разкопките разкриват изпърво финикийско и сетне римско присъствие.
Около 1305 г. е изграден град от крал Абу Табит, от Маринидите.
Градът служи като база за нападение на Сеута. Около 1400 г. селището е разрушено от кастилците, поради използването на пристанището от пирати. В края на века е възстановено след завършването на Реконкистата, с падането на Гранада, и множество араби напуснали Пиренейсксия полуостров търсят убежище в Северна Африка.
Градът си остава със славата на пиратско селище до 4 февруари 1860 г., когато испанците го превземат. По времето на испанската власт, градът придобива европейски облик, който е характерен за града до напускането на испанците на 2 май 1862 г. Възвърнали си властта над града, арабите унищожават всичко, свързано със западната цивилизация и възвръщат традиционния му арабски облик.
През 1913 г. градът е определен за столица на Испанско Мароко. Градът остава столица до края на испанското присъствие през 1956 г. Все още испанският език е разговорен за много от местните жители.
Градът се формира ката основен център на евреите в Мароко. През 20 век голяма част от тях мигрират към Израел, Канада, САЩ и Франция.

## Известни личности
Родени в Тетуан
- Маргарита Лосано (р. 1931), актриса